# ويماوث
ويماوث (ماساتشوستس) (بالإنجليزية: Weymouth, Massachusetts)‏ هي مدينة تقع في الولايات المتحدة في مقاطعة نورفولك، ماساتشوستس. يقدر عدد سكانها بـ 53,743 نسمة ومساحتها 56.0 كم2 وترتفع عن سطح البحر 27 متر.

## التركيبة السكانية
حدّد مكتب تعداد الولايات المتحدة بيانات التركيبة السكانية لويماوث في تعداد الولايات المتحدة. في ما يلي، التركيبة السكانية حسب تعدادي 2000 و2010.

### تعداد عام 2010
بلغ عدد سكان ويماوث 53,743 نسمة بحسب تعداد عام 2010، وبلغ عدد الأسر 22,435 أسرة وعدد العائلات 13,595 عائلة مقيمة في المدينة. في حين سجلت الكثافة السكانية 961.8 نسمة لكل كيلومتر مربع (2,491.1/ميل2). وبلغ عدد الوحدات السكنية 23,480 وحدة بمتوسط كثافة قدره 420.2 لكل كيلومتر مربع (1,088.3/ميل2).
وتوزع التركيب العرقي للمدينة بنسبة 89.74% من البيض و3.07% من الأمريكيين الأفارقة و0.18% من الأمريكيين الأصليين و3.20% من الأمريكيين ذوي الأصول الآسيوية و0.02% من سكان جزر المحيط الهادئ و1.97% من الأعراق الأخرى و1.82% من عرقين مختلطين أو أكثر و2.63% من الهسبانيون أو اللاتينيون من أي عرق.
بلغ عدد الأسر 22,435 أسرة كانت نسبة 27.8% منها لديها أطفال تحت سن الثامنة عشر تعيش معهم، وبلغت نسبة الأزواج القاطنين مع بعضهم البعض 44.7% من أصل المجموع الكلي للأسر، ونسبة 12% من الأسر كان لديها معيلات من الإناث دون وجود شريك، بينما كانت نسبة 3.9% من الأسر لديها معيلون من الذكور دون وجود شريكة وكانت نسبة 39.4% من غير العائلات. تألفت نسبة 32.3% من أصل جميع الأسر من عدة أفراد يعيشون في نفس المنزل ونسبة 11.2% كانت تتألف من شخص يعيش بمفرده يبلغ من العمر 65 عاماً أو أكثر. وبلغ متوسط حجم الأسرة المعيشية 2.37، أما متوسط حجم العائلات فبلغ 3.07.
بلغ العمر الوسطي للسكان 41.7 عاماً. وكانت نسبة 20.7% من القاطنين تحت سن الثامنة عشر، وكانت نسبة 7.3% بين الثامنة عشر والرابعة والعشرين عاماً، ونسبة 27% كانت واقعةً في الفئة العمرية ما بين الخامسة والعشرين والرابعة والأربعين عاماً، ونسبة 29.8% كانت ما بين الخامسة والأربعين والرابعة والستين، ونسبة 15.2% كانت ضمن فئة الخامسة والستين عاماً فما فوق. وتوزع التركيب الجنسي للسكان بنسبة 47.4% ذكور و52.6% إناث.

## المناخ
يظهر الجدول التالي التغييرات المناخية على مدار السنة لويماوث:
| البيانات المناخية لـويماوث        | البيانات المناخية لـويماوث | البيانات المناخية لـويماوث | البيانات المناخية لـويماوث | البيانات المناخية لـويماوث | البيانات المناخية لـويماوث | البيانات المناخية لـويماوث | البيانات المناخية لـويماوث | البيانات المناخية لـويماوث | البيانات المناخية لـويماوث | البيانات المناخية لـويماوث | البيانات المناخية لـويماوث | البيانات المناخية لـويماوث | البيانات المناخية لـويماوث |
| الشهر                             | يناير                      | فبراير                     | مارس                       | أبريل                      | مايو                       | يونيو                      | يوليو                      | أغسطس                      | سبتمبر                     | أكتوبر                     | نوفمبر                     | ديسمبر                     | المعدل السنوي              |
| --------------------------------- | -------------------------- | -------------------------- | -------------------------- | -------------------------- | -------------------------- | -------------------------- | -------------------------- | -------------------------- | -------------------------- | -------------------------- | -------------------------- | -------------------------- | -------------------------- |
| متوسط درجة الحرارة الكبرى °ف (°م) | 39 (4)                     | 42 (6)                     | 49 (9)                     | 59 (15)                    | 70 (21)                    | 79 (26)                    | 85 (29)                    | 83 (28)                    | 75 (24)                    | 65 (18)                    | 54 (12)                    | 43 (6)                     | 61.9 (16.6)                |
| المتوسط اليومي °ف (°م)            | 30 (−1)                    | 32 (0)                     | 40 (4)                     | 49 (9)                     | 59 (15)                    | 69 (21)                    | 74 (23)                    | 73 (23)                    | 65 (18)                    | 54 (12)                    | 45 (7)                     | 35 (2)                     | 52.1 (11.2)                |
| متوسط درجة الحرارة الصغرى °ف (°م) | 21 (−6)                    | 23 (−5)                    | 30 (−1)                    | 39 (4)                     | 48 (9)                     | 58 (14)                    | 64 (18)                    | 63 (17)                    | 55 (13)                    | 44 (7)                     | 36 (2)                     | 26 (−3)                    | 42.2 (5.7)                 |
| الهطول إنش (سم)                   | 4 (10)                     | 4 (10)                     | 4 (10)                     | 3.9 (9.9)                  | 3.2 (8.1)                  | 2.8 (7.1)                  | 2.8 (7.1)                  | 3.8 (9.7)                  | 3.3 (8.4)                  | 3.8 (9.7)                  | 4.5 (11)                   | 4.2 (11)                   | 44.3 (113)                 |
| المصدر: Weatherbase               |                            |                            |                            |                            |                            |                            |                            |                            |                            |                            |                            |                            |                            |

## أعلام
- تشارلي كويل
- باستر بوريل
- جورج ليتل
- بريتاني كوران
- كلود ديفيدسون
- جورج كير
- توم جنكينز
- روب كوردري
- جيلبرت نيوتن لويس
- أبيجيل آدامز